# Rijksbeschermd gezicht Nijmegen
Gezicht Nijmegen is een van rijkswege beschermd stadsgezicht dat een deel van de binnenstad van Nijmegen, in de Nederlandse provincie Gelderland, omvat. Het stadsgezicht bestaat uit de gehele wijk Benedenstad en de directe grens hiervan alsmede de omgeving van het Hunnerpark en het Kronenburgerpark.
De procedure voor aanwijzing werd gestart op 19 maart 1976. Het gebied werd op 18 februari 1980 definitief aangewezen. Het beschermd gezicht beslaat een oppervlakte van 65,8 hectare.
Panden die binnen een beschermd gezicht vallen krijgen niet automatisch de status van beschermd monument. Wel zal de gemeente het bestemmingsplan aanpassen om nieuwe ontwikkelingen in het gebied te reguleren. De gezichtsbescherming richt zich op de stedenbouwkundige en cultuurhistorische waardering van een gebied en wil het toekomstig functioneren daarvan veiligstellen.